# غلبدين حكمتيار
غلبدين حكمتيار (بالفارسية: گلبدین حکمتیار)، (البشتو: گلبدين حكمتيار) زعيم الحزب الإسلامي الأفغاني أحد فصائل الإخوان المسلمين في أفغانستان، ولد في ولاية قندوز في أفغانستان وهو أحد قادة المجاهدين في فترة الغزو السوفيتي لأفغانستان. وكان من معارضي النظام السابق بقيادة حامد كرزاي ومن معارضي الاحتلال الأمريكي والغربي على أفغانستان. وقف ضد أحمد شاه مسعود مع أسامة بن لادن وطالبان وانتصروا عليه.

## سيرته
ولد غلبدين حكمتيار عام 1947 وهو مؤسس الحزب الإسلامي الأفغاني، يعتبر أحد قادة المجاهدين الأفغان لا سيما إبّان الغزو السوفياتي لأفغانستان بين 1979 و1989. تلألأ نجمه بعد تأسيس جماعته الجهادية لمحاربة الغُزاة الروس في أفغانستان وعقب انسحاب الجيش السوفياتي عام 1989، أصبح رئيساً لوزراء أفغانستان في التسعينيات من القرن المنصرم وسط احتفال ضخم أُقيم بكابل ولكنه جرَّ البلاد إلى حرب أهلية بمشاركة قادة آخرين من المجاهدين الأفغان.
يصفه البعض في أفغانستان أنه مدبر الحروب الأهلية بالبلاد وشخصية مثيرة للجدل وقد قاتل المجاهدين أنفسهم قبل محاربة الجنود الروس في فترة الجهاد. تطلبه الإدارة الأمريكية حياً أو ميتاً بسبب محاولاته المتكررة من أجل إسقاط حكومة كرزاي ووضعته وزارة الخارجية الأمريكية هو وحزبه ضمن القائمة السوداء في 19 فبراير 2003.
يتقن حكمتيار عدة لغات ومن بينها اللغة العربية وقد بثت قناة الجزيرة القطرية شريطاً مصوراً له وهو يتحدث باللغة العربية بطلاقة.

## حياته
ينحدر من قبيلة غلزائي البشتونية وقد وُلد ببلدة إمام صاحب في ولاية قندوز شمال أفغانستان عام 1947. التحق حكمتيار بمدرسة عسكرية بكابول ثم درس الهندسة المدنية وهو خريج جامعة كابل. التحق حكمتيار بمجموعة الشباب المسلم عام 1970 كما أعلن انضمامه للحزب اليساري الديمقراطي الشعبي بأفغانستان. مارس حكمتيار نشاطه عضوًا بارزًا بالحزب حتى 1972 لكن القضاء الأفغاني اتهمه بالضلوع في قتل أحد نشطاء الحزب اليساري وقضي عليه بالسجن لمدة عامين ولكنه مع تسلم الرئيس داود خان زمام السلطة في عام 1973، هرب حكمتيار إلى باكستان حيث انضم هو وعدد من المنشقّين الأفغان هناك وقرّر عقد اتصالات مع جهاز المخابرات الباكستاني (ISI).

## منفاه
أسّس حكمتيار خلال منفاه بباكستان الحزب الإسلامي في 1975 لمناهضة نظام الرئيس داود خان بأفغانستان. استقر مقر الحزب الإسلامي في البداية بمنطقة ناصر باغ ومخيم شمشاتو للاجئين الأفغان بباكستان حيث كان جاهزاً للعمل والقيام بمهمة ما داخل الأراضي الأفغانية. كما أسّس حكمتيار بعد ولادة حزبه المعارض شبكة اجتماعية وسياسية داخل المخيمات لإدارة كافة الشوؤن من المدارس إلى السجون ولكن بمباركة مباشرة من المخابرات الباكستانية.

## الغزو السوفياتي والجهاد
تلقّى الحزب الإسلامي بزعامة غلبدين حكمتيار دعماً مباشراً من باكستان والمملكة العربية السعودية. كما انضم إليه العديد من المجاهدين الأجانب لا سيما العرب ممن دخلوا أفغانستان لمقاتلة القوات السوفياتية.
وصف الرئيس الأمريكي السابق رونالد ريغان حكمتيار وقادة آخرين من الأفغان بأنهم رجال يستحقون التقدير. يرى البعض أن سبب تقديم المخابرات الباكستانية المساعدات لحكمتيار وتوفير الحماية اللازمة له يرجع لكونه قائداً ميدانياً مؤثراً ومناهضاً للوجود العسكري السوفياتي بأفغانستان ولكن البعض الآخر يصف إمكانياته الجهادية بالمتواضعة وعدم وجود عسكري مشهود له قط داخل الأراضي الأفغانية دفعه إلى تلقّي دعم عسكري من الرئيس الباكستاني الراحل ضياء الحق.
تعرّض حكمتيار في الآونة الأخيرة لانتقادات لاذعة بسبب إتخاذه أسلوباً متضارباً ومتغيراً فيما يتعلق بمقاومة الغُزاة ودوره بالحرب الأهلية في البلاد لاحقاً. أمر حكمتيار بشن هجمات متكررة على الأحزاب الأفغانية المتناحرة سعياً لإضعافهم وتعزيز مكانته الشخصية مستخدماً الفراغ السياسي الذي خلّفه الانسحاب الروسي من أفغانستان. حاول حكمتيار القبض على أحمد شاه مسعود في 1976 بباكستان بتهمة التجسس.
أصدرت منظمة أطباء بلا حدود من مقرها في باريس تقريراً تتهم فيه مقاتلي حكمتيار بخطف وسرقة قافلة مكوّنة من 96 حصاناً تنقل إمدادات طبية وأموالاً إلى شمال أفغانستان في 1987 وأضاف التقرير أن تيري نيكيت أحد مُنسّقي المساعدات الإنسانية المُكلّف بنقل المعونات إلى القرى الأفغانية هُناك، لقي حتفه بأيدي مقاتلين موالين لحكمتيار في 1986.
تشير بعض التقارير الاستخباراتية أيضاً أن الصحفيين الأمريكيين «لي شبيرو وجيم لندالوس» الذين كانا يرافقان حكمتيار عام 1987 لم يُقتلا بنيران الجيش السوفياتي كما ادّعى أنصار حكمتيار بل توفيّا إثر اندلاع اشتباك بين قوات غلبدين حكمتيار ومقاتلين من حزب متناحر آخر وتشير التقارير أيضاً إلى مفاوضات سرية جرت بين قادة الحزب الإسلامي ومليشيات محلية شمالي أفغانستان.
تعرّض حكمتيار لانتقاد سافر آخر وهو تلقيه 600 مليون دولار من أمريكا بذريعة محاربة الجنود السوفييت ولكنه لم يحقق أي إنجاز على الصعيد الميداني للمعارك الطاحنة ضد الروس بل أنفق الأموال في سبيل تدريب مقاتلين أجانب من مختلف دول العالم والقضاء على الآخرين من المجاهدين الأفغان وتبنّي إستراتيجيةً مناهضةً للغرب رغم تلقّيه كافة المساعدات الأمريكية، تسلّم حكمتيار أيضاً دعماً لا يّستهان به من السعودية.
حذّر الرئيس الباكستاني الراحل ضياء الحق حكمتيار من مغبة تبنّيه أسلوباً مناهضاً لباكستان بل لمّح إليه أن باكستان هي التي صنعته زعيماً وقائداً أفغانياً معروفاً وباكستان ستقضي عليه متى وأين وكيف شاءت.
مع اقتراب المجاهدين الأفغان من أبواب كابول وتسلّمهم زمام السلطة في البلاد، أعلن الإسلاميون في أفغانستان وباكستان عن رغبتهم لترشيح حكمتيار كزعيم جديد وموحّد لأفغانستان التي تحررت آنذاك.

## ما وراء الحرب الأهلية
بعد سقوط حكومة الرئيس محمد نجيب الله، استولى مقاتلو تحالف الشمال بالتحالف مع قادة مليشيا عبد الرشيد دوستم الشيوعي على كابول، الأمر الذي دفع أنصار حكمتيار إلى عدم قبول هذه الحكومة. تم التوصّل إلى اتفاقية سلام بين أحمد شاه مسعود وحكمتيار في 25 مايو 1992 والذي نصَّ على تعيين حكمتيار كرئيس وزراء أفغانستان ولكن الاتفاقية المُبرمة نُقِضت عقب اتهام أنصار حكمتيار بإطلاق صاروخ على طائرة صبغة الله مجدّدي الأمر الذي جمع بين أحمد شاه مسعود وعبد الرشيد دوستم وبرهان الدين رباني على مائدة واحدة وإعلان حرب شاملة ضد مقاتلي الحزب الإسلامي ولكن حكمتيار غَيّر من تكتيكاته الحربية وتحالفاته الحزبية وأعلن عن تشكيل تيّار جديد مع عبد الرشيد دوستم وحزب الوحدة الإسلامي الشيعي في 1994. استولى أنصار التحالف الجديد على كابول وحاربوا مقاتلي أحمد شاه مسعود وبرهان الدين رباني سعياً لإنقاذ البلاد من الانقسام. دمّرت الأحزاب الأفغانية المتناحرة بين 1992 و1996 أكثر من 70% من أنحاء كابول وقتلت أكثر من 50000 شخص، مُعظمهم من المدنيّين العُزّل خلال الحرب الأهلية التي اندلعت في البلاد. أدّى الاقتتال الداخلي وتناحر الأحزاب إلى تشويه صورة قادة المجاهدين لدى الشعب الأفغاني والحكومة الباكستانية ولكن مع مرور الزمن وبالتحديد في يونيو 1996، أعلن حكمتيار وبرهان الدين رباني عن تشكيل حكومة تقاسم السلطة في البلاد، حيث أصبح حكمتيار رئيس وزراء أفغانستان.

## طالبان
لم يتمكّن حكمتيار وبرهان الدين ربّاني من فرض سيطرة الحكومة على البلاد إلا لبضعة أشهر بعد أن تعرّضت حكومتهم للإسقاط بيد مجموعة أُخرى تسمّي نفسها حركة طالبان. استطاعت طالبان أن تشدّد قبضتها على كابول في سبتمبر 1996 وسقطت حكومة المجاهدين. إنضم معظم مقاتلو الحزب الإسلامي إلى طالبان وفي باكستان تسلّمت الحركة كافة مخيمات التدريب من الحزب الإسلامي وسلّمتها في وقت لاحق إلى جماعة جيش الصحابة الباكستانية. هرب حكمتيار إلى إيران لاحقاً من حيث استمر في ترأّسه للحزب الإسلامي.

## أحداث أيلول/سبتمبر 2001
عقب هجمات الحادي عشر من سبتمبر/أيلول عام 2001 وما أعقبها من حرب شنّتها الولايات المتحدة على القاعدة وطالبان بأفغانستان، كانت لحكمتيار علاقات وطيدة مع أسامة بن لادن لا سيما في التسعينيات من القرن الفائت أعلن معارضته الشديدة للحرب الأمريكية على أفغانستان وانتقد باكستان بشدة بسبب دعمها للولايات المتحدة. بعد الغزو الأمريكي لأفغانستان وسقوط حركة طالبان، رفض حكمتيار اتفاقية 5 ديسمبر 2001 المُبرمة أممياً والتي تم التوصل إليها بألمانيا ووصفها «بالحكومة العميلة لأمريكا».
أُغلقت كافة مكاتب الحزب الإسلامي في 10 فبراير 2002 بإيران ونفي حكمتيار من هناك بناءً على طلب من السلطات الإيرانية ومنذ ذلك الحين لم يحدد مكانه بالضبط.
في 6 مايو عام 2002، أطلقت طائرة MQ-1 صاروخاً من طراز AGM-114 وهو صاروخ جو-أرض باتجاه موكبه ولكن الصاروخ أخطأ ولم يُصِب الهدف بل وقع قرب مدرسة محلية هناك وأودى بحياة عدد من المدنيين. تتهم الولايات المتحدة حكمتيار بالوقوف وراء دعوة عناصر طالبان إلى الوحدة وتسوية الصفوف ومحاربة قوات التحالف بأفغانستان، كما تتهمه بتقديم مكافأة وجوائز نقدية لمن يقتل أو يجرح الجنود الأمريكان. وصف الحكوميون بإدارة حامد قرضاي المدعومة أمريكياً حكمتيار بمجرم حرب، كما يشتبه بتورطه في محاولة فاشلة نُفذت في 5 سبتمبر 2002 لاغتيال فاشلة للرئيس الأفغاني حامد قرضاي.
أصدر حكمتيار في سبتمبر 2002 شريطاً يدعو الناس للجهاد ضد القوات الأمريكية بأفغانستان وفي 25 ديسمبر 2002، وردت أنباء كشفت عنها وكالة الاستخبارات الأمريكية أن حكمتيار يسعى للانضمام إلى تنظيم القاعدة بزعامة أسامة بن لادن ونقلت الوكالة اعتراف حكمتيار بالقول أنه مستعد لمساعدة إخوانه بالقاعدة ولكنه نفى تقديم أي دعم أو تشكيل تحالف مع تنظيم القاعدة أو حركة طالبان ضمن شريط مصور آخر أصدره في 1 سبتمبر 2003 بل أشاد بالهجمات التي تستهدف القوات الأمريكية والناتو في البلاد.
وصفت وزارة الخارجية الأمريكية في بيان مشترك أصدرته في 19 سبتمبر 2003 غلبدين حكمتيار بـ«إرهابي عالمي» وقد ترجم البعض هذا الوصف أنه يعني تجميد كافة الممتلكات والأموال الخاصة بحكمتيار داخل الأراضي الأمريكية وخارجها بأسرع وقت ممكن كما طالبت أمريكا لجنة الأمم المتحدة لشؤون الإرهاب بملاحقة وتطبيق الدعوى القضائية هذه، كما اعتبرت حكمتيار مساعداً لبن لادن.
توصّل حكمتيار إلى هدنة مع عدد من القادة المحليين في جلال آباد وكنر ولوجر وسروبي في أكتوبر 2003 ودعاهم إلى محاربة الغزاة الكفرة فقط. وفي مايو 2006، أصدر حكمتيار تسجيلاً مصوراً خص به قناة الجزيرة القطرية واتهم فيه إيران بالوقوف وراء دعم أمريكا للحرب في أفغانستان وأعلن عن استعداده لدعم تنظيم القاعدة وأسامة بن لادن ومحاربة القوات الغازية في البلاد، كما اتهم أمريكا مباشرة بالوقوف خلف الصراعات في العراق وفلسطين وأفغانستان.
في سبتمبر 2006، أوردت وكالات أنباء عالمية أخباراً تُفيد باحتجازه لكن الأنباء تم نفيها في وقت لاحق. وفي يناير 2007، نقلت شبكة سي إن إن الأمريكية عن حكمتيار اعترافه بمساعدة زعيم القاعدة أسامة بن لادن بالهروب من جبال تورا بورا في 2001 وتوفير ملاذ آمن له من قبل أنصاره. نقلت إذاعة بي بي سي مقابلة له في ديسمبر 2006 أجرتها معه قناة جيو تي في الباكستانية اعترف فيها بمساندة بن لادن وأيمن الظواهري وقادة كبار آخرين من القاعدة بالهروب من كهوف تورا بورا ونقلهم إلى مكان آمن.

## وصلات خارجية
- المستقبل السياسي لأفغانستان بعد طالبان، برنامج بلا حدود، قناة الجزيرة، 12 ديسمبر 2001م
- غلبدين حكمتيار على موقع IMDb (الإنجليزية)
- غلبدين حكمتيار على موقع مونزينجر (الألمانية)
- غلبدين حكمتيار على موقع إن إن دي بي (الإنجليزية)